# 基礎芸術
基礎芸術 (きそげいじゅつ、2012年 - ) は、日本の美術系独立シンクタンク。

## 概要
運営メンバーに粟田大輔、井上文雄、遠藤水城、齋木克裕（美術家）、杉田敦、田中功起（美術家）、成相肇（学芸員）、橋本聡（アナリスト）、藤井光（美術家）がいる。 
再展示ドットコムを運営。